# Morten Harket
Morten Harket (n. 14 septembrie 1959, Comuna Kongsberg, Buskerud, Norvegia) este un cântăreț și compozitor din Norvegia, vocalist al formației A-ha din 1983.
A-ha a lansat 11 albume de studio până în 2024 și a ajuns în fruntea topurilor internaționale după hitul lor de succes „Take On Me” din 1985. Harket a lansat, de asemenea, șase albume solo. Înainte de a se alătura trupei A-ha în 1982, Harket a apărut pe scena cluburilor din Oslo ca solist al trupei de blues Souldier Blue.
Harket a fost numit Cavaler Clasa I a Ordinului Sfântului Olav de către regele Harald pentru serviciile sale aduse muzicii norvegiene și succesul său internațional.

## Carieră
S-a născut pe 14 septembrie 1959 în Kongsberg, Norvegia, și a crescut în Asker. Fiul lui Reidar și Henny Harket, medic, respectiv profesor de economie, are patru frați: Gunvald, Håkon, Ingunn și Kjetil. A învățat să cânte la pian la vârsta de patru ani, influențat de tatăl său.
La începutul carierei sale, a cântat într-o trupă de blues numită Souldier Blue până în 1982. În 1982, a făcut echipă cu alți doi muzicieni, claviaturistul Magne Furuholmen și chitaristul Pål Waaktaar, pentru a forma trupa synthpop A-ha, al cărei prim single, „Take On Me”, a devenit un hit mondial și a catapultat trio-ul în prim-planul muzicii mondiale.
Harket este cunoscut și pentru gama sa vocală, estimată de multe surse la cinci octave, și, potrivit Sylviei Patterson de la New Musical Express, are cel mai mare falsetto auzit vreodată în muzica pop.

## Viața personală
Harket are 5 copii: 3 cu fosta soție, unul cu fosta prietenă și unul cu asistenta personală.

## Albume solo
- Poetenes Evangelium (1993)
- Wild Seed (1995)
- Vogts Villa (1996)
- Letter from Egypt (2008)
- Out of My Hands (2012)
- Brother (2014)